# مقاطعة مونتمورنسي (ميشيغان)
مقاطعة مونتمورنسي هي مقاطعة في ميشيغان، بلغ عدد سكانها 9٬765  نسمة، في 2010، عاصمتها أتلانتا، تبلغ مساحتها 1٬457 كيلومتر مربع.

## الموقع
تشترك في الحدود مع:
- مقاطعة بريسك (ميشيغان).

## التقسيمات الإدارية
- أتلانتا.